# Andrew Cogliano
Andrew Cogliano (né le 14 juin 1987 à Toronto, dans la province de l'Ontario au Canada) est un joueur professionnel canadien de hockey sur glace.

## Biographie

### Carrière en club

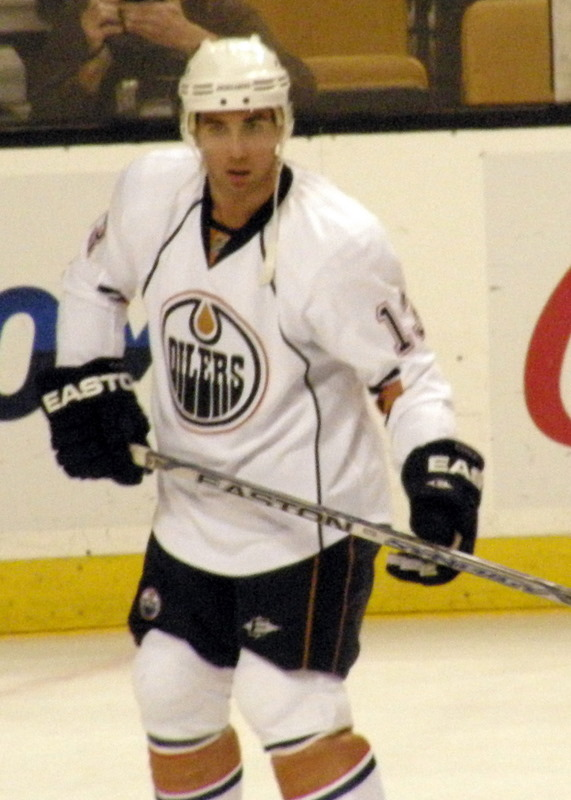
Cogliano avec les Oilers.

Cogliano est sélectionné au repêchage d'entrée dans la LNH 2005 par les Oilers d'Edmonton lors de la première ronde (25e joueur choisi) alors qu'il venait de terminer sa deuxième saison avec les Buzzers de St. Michael's, équipe de lOntario Provincial Junior A Hockey League (OPJHL). Il décide de se joindre aux Spartans de l'Université de l'État du Michigan dans la NCAA. Probablement attiré par la perspective de faire le saut directement dans la Ligue nationale de hockey, il quitte cette équipe avant la fin de ses études universitaires. Il se présente au camp d'entraînement des Oilers à la fin de l'été 2007 et réussit à se tailler un poste avec l'équipe. Il fait donc ses débuts professionnels dans la LNH lors de la saison 2007-2008.
Après avoir joué quatre saisons avec les Oilers et sans avoir manqué le moindre match depuis ses débuts dans la LNH, il est échangé le 12 juillet 2011 aux Ducks d'Anaheim en retour d'un choix de deuixème ronde au repêchage de 2013. Le 31 décembre 2013, lors d'un match contre les Sharks de San José, il devient le cinquième joueur de l'histoire de la LNH à avoir joué 500 matchs consécutifs depuis le début de sa carrière. 
La saison suivante, il devient en novembre 2014 le nouvel homme de fer de la ligue après qu'une blessure de Jay Bouwmeester ait mis un terme à la séquence de 737 matchs consécutifs de ce dernier.
Le 14 janvier 2019, il est échangé aux Stars de Dallas en retour de l'attaquant Devin Shore. 
Le 21 mars 2022, il est échangé à l'Avalanche du Colorado en retour d'un choix de 5e tour en 2024.
Il remporte la Coupe Stanley 2022 avec Colorado.

### En équipe nationale
Il représente à deux reprises le Canada au championnat mondial junior de 2006 et 2007, y remportant la médaille d'or à ces deux occasions.

## Statistiques

### En club
| Saison     | Équipe                     | Ligue      |       | Saison régulière | Saison régulière | Saison régulière | Saison régulière | Saison régulière |    | Séries éliminatoires | Séries éliminatoires | Séries éliminatoires | Séries éliminatoires | Séries éliminatoires |
| Saison     | Équipe                     | Ligue      | PJ    | B                | A                | Pts              | Pun              | PJ               | B  | A                    | Pts                  | Pun                  |                      |                      |
| 2002-2003  | Kings de Vaughan           | GTHL       | 59    | 39               | 54               | 93               | 122              | -                | -  | -                    | -                    | -                    |                      |                      |
| 2003-2004  | Buzzers de St. Michael's   | OPJHL      | 37    | 26               | 46               | 72               | 14               | 24               | 11 | 20                   | 31                   | 12                   |                      |                      |
| 2004-2005  | Buzzers de St. Michael's   | OPJHL      | 49    | 36               | 66               | 102              | 33               | 25               | 22 | 24                   | 46                   | 20                   |                      |                      |
| 2005-2006  | Spartans de Michigan State | NCAA       | 39    | 12               | 16               | 28               | 38               | -                | -  | -                    | -                    | -                    |                      |                      |
| 2006-2007  | Spartans de Michigan State | NCAA       | 38    | 24               | 26               | 50               | 12               | -                | -  | -                    | -                    | -                    |                      |                      |
| 2007-2008  | Oilers d'Edmonton          | LNH        | 82    | 18               | 27               | 45               | 20               | -                | -  | -                    | -                    | -                    |                      |                      |
| 2008-2009  | Oilers d'Edmonton          | LNH        | 82    | 18               | 20               | 38               | 22               | -                | -  | -                    | -                    | -                    |                      |                      |
| 2009-2010  | Oilers d'Edmonton          | LNH        | 82    | 10               | 18               | 28               | 31               | -                | -  | -                    | -                    | -                    |                      |                      |
| 2010-2011  | Oilers d'Edmonton          | LNH        | 82    | 11               | 24               | 35               | 64               | -                | -  | -                    | -                    | -                    |                      |                      |
| 2011-2012  | Ducks d'Anaheim            | LNH        | 82    | 13               | 13               | 26               | 15               | -                | -  | -                    | -                    | -                    |                      |                      |
| 2012-2013  | EC Klagenfurt AC           | EBEL       | 7     | 2                | 4                | 6                | 2                | -                | -  | -                    | -                    | -                    |                      |                      |
| 2012-2013  | Ducks d'Anaheim            | LNH        | 48    | 13               | 10               | 23               | 6                | 7                | 0  | 1                    | 1                    | 4                    |                      |                      |
| 2013-2014  | Ducks d'Anaheim            | LNH        | 82    | 22               | 20               | 42               | 26               | 13               | 1  | 6                    | 7                    | 8                    |                      |                      |
| 2014-2015  | Ducks d'Anaheim            | LNH        | 82    | 15               | 14               | 29               | 14               | 16               | 3  | 6                    | 9                    | 4                    |                      |                      |
| 2015-2016  | Ducks d'Anaheim            | LNH        | 82    | 9                | 23               | 32               | 28               | 7                | 2  | 2                    | 4                    | 0                    |                      |                      |
| 2016-2017  | Ducks d'Anaheim            | LNH        | 82    | 16               | 19               | 35               | 26               | 17               | 1  | 2                    | 3                    | 9                    |                      |                      |
| 2017-2018  | Ducks d'Anaheim            | LNH        | 80    | 12               | 23               | 35               | 41               | 4                | 1  | 0                    | 1                    | 2                    |                      |                      |
| 2018-2019  | Ducks d'Anaheim            | LNH        | 46    | 3                | 8                | 11               | 14               | -                | -  | -                    | -                    | -                    |                      |                      |
| 2018-2019  | Stars de Dallas            | LNH        | 32    | 3                | 3                | 6                | 8                | 13               | 2  | 0                    | 2                    | 4                    |                      |                      |
| 2019-2020  | Stars de Dallas            | LNH        | 68    | 3                | 11               | 14               | 30               | 23               | 0  | 2                    | 2                    | 10                   |                      |                      |
| 2020-2021  | Stars de Dallas            | LNH        | 54    | 5                | 6                | 11               | 24               | -                | -  | -                    | -                    | -                    |                      |                      |
| 2021-2022  | Sharks de San José         | LNH        | 56    | 4                | 11               | 15               | 12               | -                | -  | -                    | -                    | -                    |                      |                      |
| 2021-2022  | Avalanche du Colorado      | LNH        | 18    | 0                | 1                | 1                | 8                | 16               | 3  | 3                    | 6                    | 16                   |                      |                      |
| 2022-2023  | Avalanche du Colorado      | LNH        | 79    | 10               | 9                | 19               | 44               | 4                | 0  | 0                    | 0                    | 0                    |                      |                      |
| 2023-2024  | Avalanche du Colorado      | LNH        | 75    | 6                | 13               | 19               | 16               | 11               | 0  | 5                    | 5                    | 2                    |                      |                      |
| Totaux LNH | Totaux LNH                 | Totaux LNH | 1 294 | 190              | 274              | 464              | 449              | 131              | 13 | 27                   | 40                   | 59                   |                      |                      |

### En équipe nationale
| Année | Équipe         | Compétition                 |   | PJ | B | A | Pts | Pun           |  | Résultat |
| 2006  | Canada -20 ans | Championnat du monde junior | 6 | 1  | 4 | 5 | 4   | Médaille d'or |  |          |
| 2007  | Canada -20 ans | Championnat du monde junior | 6 | 1  | 2 | 3 | 0   | Médaille d'or |  |          |

## Trophées et honneurs personnels

### Ligue nationale de hockey
- 2021-2022 : vainqueur de la Coupe Stanley avec l'Avalanche du Colorado